# セルゲイ・アクショーノフ
セルゲイ・ヴァレリエヴィチ・アクショーノフ（ロシア語: Сергей Валерьевич Аксёнов、ウクライナ語: Сергій Валерійович Аксьонов、1972年11月26日 – ）は、クリミア共和国の政治家である。ウクライナ内の自治共和国であったクリミア自治共和国の最高会議議員であったが、2014年のロシアによるクリミア併合ののち、クリミア共和国首長代行に任命され、2014年10月9日よりクリミア共和国首長を務めている。同年2月27日から2019年9月まで首相も兼任した。なお、クリミア共和国は国際的にはロシアを含む限られた国家にしか承認されていない。
当初から親ロシア派政治家として活動し、クリミア併合にも積極的に関与したアクショーノフは、特にウクライナメディアからしばしば「Гоблин（ゴブリン）」の名で言及されている。

## 経歴
1972年11月26日、モルダヴィア・ソビエト社会主義共和国のバルツィに生まれる。
1989年、シンフェロポリの高等軍政大学に入学。1993年に修了試験に合格したが、ウクライナへの宣誓とウクライナ軍への従軍を拒否したため卒業証書を受け取ることはなかった。
その後、クリミア経済大学（現・クリミア連邦大学）でビジネス経済学学士号、金融・信用取引の修士号を取得した。
1993年から1998年まで、食品貿易関係の企業「エラダ（Эллада）」に勤務。1998年10月から2001年3月まで「アステリクス（Астерикс）」社、2001年4月から2014年2月まで「エスカーダ（Эскада）」社でビジネスに関与した。

### 政治活動
2003年、ロシア連邦大統領より市民権を与えられた。
2008年よりクリミアで親ロシアの市民活動を開始した。2009年12月、自身の関与した複数の市民団体をまとめ、政治運動「ロシアの統一（Русское Единство）」を立ち上げた。翌2010年、同名の政治団体の代表となった。
2010年、クリミア自治共和国最高会議選挙において「ロシアの統一」は4%の得票を得て3議席を獲得した。これによりアクショーノフは最高会議議員となった。
2012年、第7回ヴェルホーヴナ・ラーダ選挙に立候補したが選挙区で9％の得票にとどまり落選した。

### クリミア首長へ
2014年2月、尊厳の革命により親ロシア派のヴィクトル・ヤヌコーヴィチ政権が崩壊するに至った。2月27日、武装集団がクリミア議会と政府本部を占拠し、当時のクリミア首相アナトリー・モギリョフは解任され、アクショーノフが新たな首相に選出された。これに対し、大統領代行オレクサンドル・トゥルチノフはアクショーノフを首相として認めない旨の大統領令を公布した。キーウの当局はアクショーノフに対する逮捕令状を発行した。また欧州連合、アメリカ合衆国からは資産凍結を含む制裁が科された。

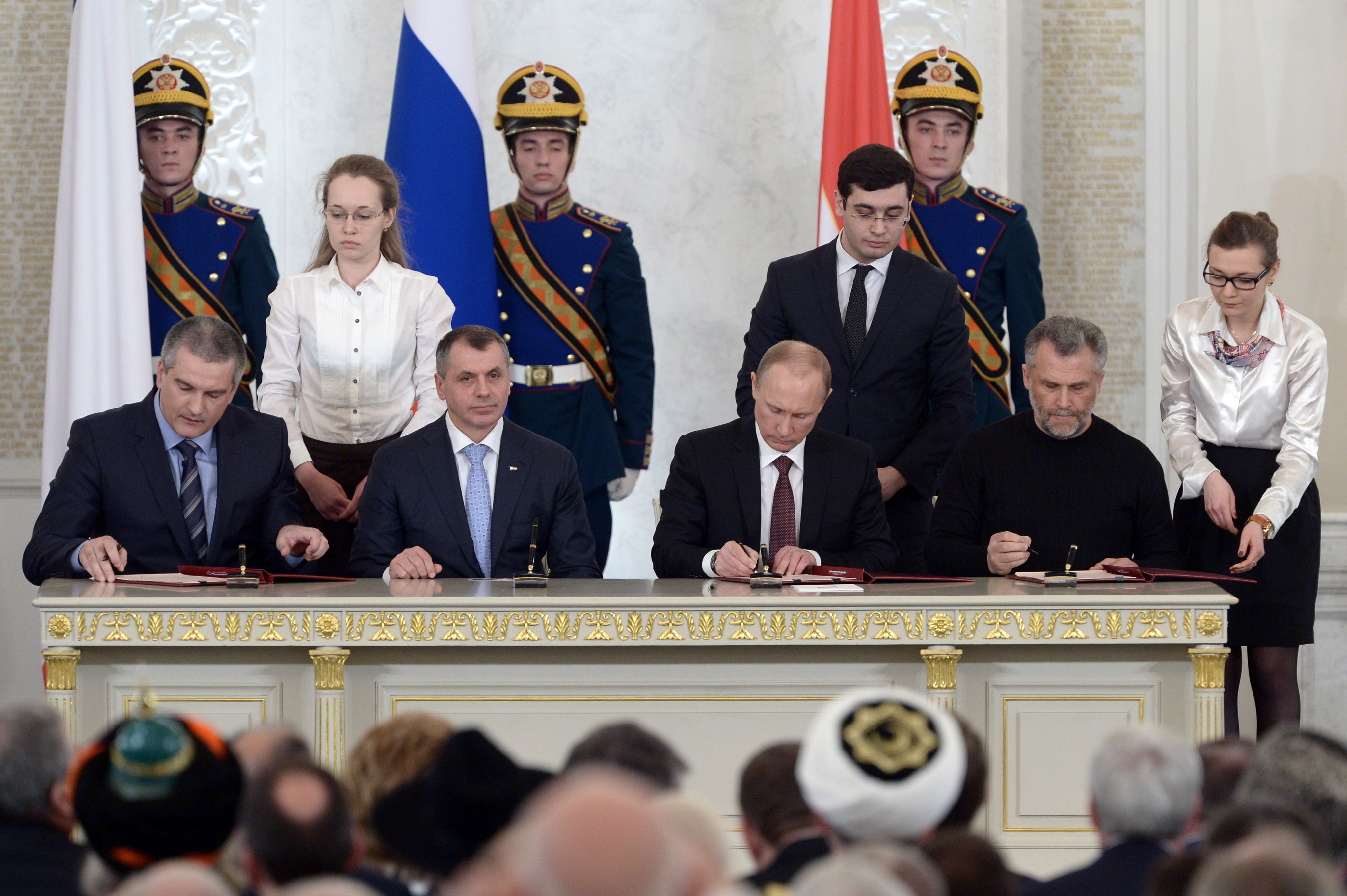
クリミア共和国のロシア編入を定める条約の調印式。左からアクショーノフ、ウラジミール・コンスタンチノフ、ウラジーミル・プーチン、アレクセイ・チャリイ（2014年3月）

3月11日のクリミアの独立宣言、3月16日のクリミアでの住民投票の結果を踏まえ、3月18日付けでクリミア共和国はロシアへ編入された。
4月11日にクリミア共和国憲法が制定され、4月14日、ロシア大統領によりアクショーノフはクリミア共和国首長代行に任命された。
2014年10月9日、クリミア自治共和国最高会議に代わって設置されたクリミア共和国国家議会により首長に選出された。
2019年9月20日、クリミア共和国国家議会により首長に再選出された。首相職は継続せず、ユーリ・ゴツァニュクが後継となった。

### 犯罪組織との関わり
複数のメディアが伝えるところでは、アクショーノフは1990年代半ばに犯罪組織「セーラム」に関与しており、「ゴブリン」のニックネームで呼ばれていたとのことである。アクショーノフはこの疑惑を否定している。

## 政策
アクショーノフは2014年3月、クリミアがロシアに編入された場合にはウクライナ語が公用語から除外されると言明していたが、4月に制定されたクリミア共和国憲法ではウクライナ語を公用語の一つとすることが明記されている。
2022年のロシアによるウクライナ侵攻に関して、3月、アクショーノフはクリミア内のウクライナ人資産の没収法案に署名し、2018年に設立されたウクライナ正教会の活動禁止にも言及した。6月、アクショーノフは占領地で接収した穀物がセヴァストポリで流通していると述べた。

### クリミア・タタール人への対応
アクショーノフは、ロシアへの編入に反対するクリミア・タタール人に対して「クリミアのロシアへの編入に反対するすべての行動は法律で罰せられ、非常に厳しい立場に立たされることになる」と述べた。
2014年9月、アクショーノフはクリミア・タタール民族会議について「そのようなものは存在しない」と述べた。
2015年3月、クリミア・タタール語での放送を行っていた唯一のテレビチャンネル「ATR」が放送ライセンスの発行を拒否され操業停止を余儀なくされた。親ウクライナのスタンスを取ってきたATRについて、アクショーノフは「クリミアがウクライナに復帰するという希望を持たせることで、緊張を煽り国民に不安感を与えている」「ATRの経営陣には、この半戦争の時代にそのようなチャンネルは我が共和国では運営できないと説明した」と述べた。